# Boulouparis
Boulouparis, conocido como Bouloupari por las autoridades francesas, es una comuna en la Provincia Sur de Nueva Caledonia, un territorio de ultramar de Francia en el océano Pacífico.